# Berrillia boltenioides
Berrillia boltenioides är en sjöpungsart som beskrevs av Brewin 1952. Berrillia boltenioides ingår i släktet Berrillia och familjen Styelidae. Inga underarter finns listade.